# Thỏ Angora

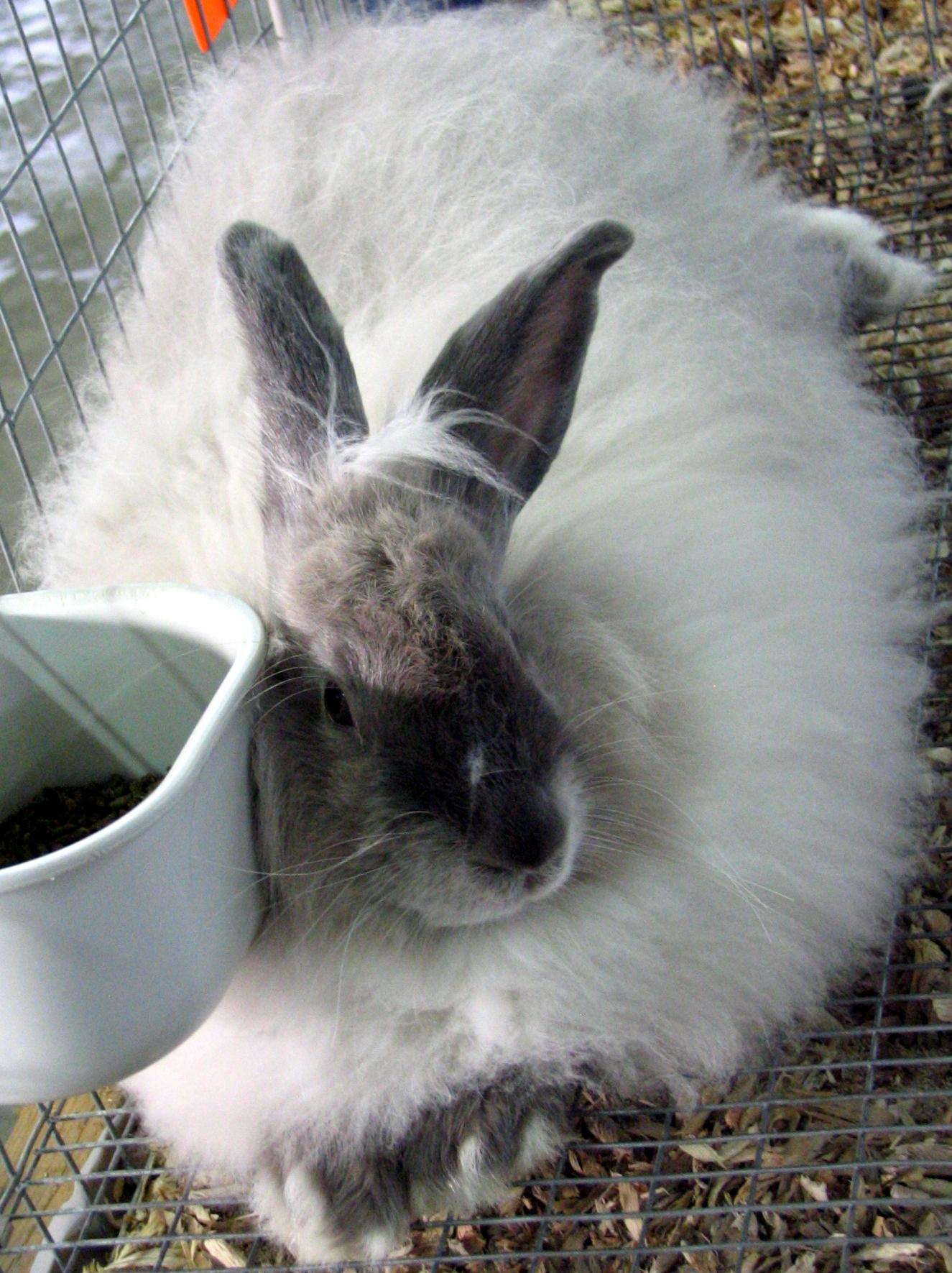
Một con thỏ Angora

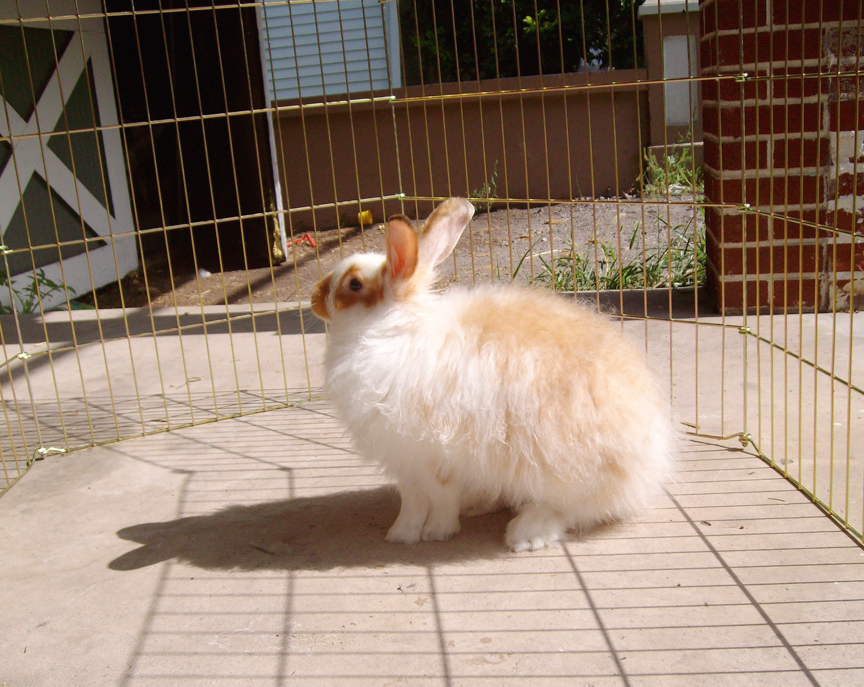
Thỏ Angora

Thỏ Angora (tiếng Thổ Nhĩ Kỳ: Ankara tavşanı) là một giống thỏ nhà có nguồn gốc từ Thổ Nhĩ Kỳ tại vùng Ankara nổi tiếng với thỏ Angora này. Tên gọi của nó bắt nguồn từ thủ đô Ankara, trước đây được gọi là Angora của Thổ Nhĩ Kỳ. Chúng có đặc trưng là lông dài và mềm, để dùng làm nên loại len Angora. Thỏ Angora chính là tổ tiên của loài thỏ cảnh được ưa thích là thỏ sư tử. Loài thỏ Angora từng là thú cưng thịnh hành, nuôi nhiều trong các gia đình quý tộc ở châu Âu. 

## Tổng quan
Thỏ Angora hay Thỏ Thổ Nhĩ Kỳ tên gọi cũ là White Sock Turkey Rabbit là một trong những loài thỏ đầu tiên được thuần hoá thành thỏ kiểng. chúng được du nhập vào Pháp và được lai giống để đem lại sự phong phú về màu sắc. Thỏ này cân nặng khoản từ 2 đến 3.4 kg, bộ lông dài óng ánh và che phủ cả mặt mũi, chân và đỉnh tai. Đầu ngắn, tròn và lông dày. Tuy Angora là một chú thỏ nhìn rất đáng yêu nhưng thực sự cần một người chủ có kinh nghiệm vì bé đòi hỏi sự quan tâm chăm sóc cao độ vì bộ lông quá khổ.
Là một giống thỏ lâu đời trong số các giống thỏ khác có mặt trên thế giới. Thỏ được sản sinh ra nhiều ở thời kỳ trước đây. Nó có bộ lông dài, dày, mịn, mượt, mềm, láng thường dùng làm áo cho phụ nữ rất đẹp. Tuy nhiên, thỏ Thổ Nhĩ Kỳ thường là nhút nhát, khó cầm giữ trên tay. Thỏ hay nhảy lung tung, leo trèo ra ngoài đặc biệt là phải thường xuyên chải vuốt lông ít nhất mỗi tuần một lần. Một con thỏ cho 600 – 700 g lông tơ một năm. 

## Đặc điểm
Chúng là loài thỏ gây ấn tượng bởi bộ lông mềm, mượt và xù bông, đẹp và đáng yêu, nổi tiếng bởi bộ lông xù to gấp nhiều lần cơ thể. Bề ngoài chúng Loài thỏ khổng lồ, lông xù như cục bông, tuy chỉ nặng hơn 2 kg nhưng trông giống như sinh vật khổng lồ khi sở hữu lớp lông dày tới 50 cm. Với hình dạng đáng yêu, thỏ Angora khi còn bé được ví von như những cục bông biết nhảy. Có những con thỏ nặng hơn 2 kg, có bộ lông dài nhất và mềm nhất trên thế giới, lớp lông dày tới 50 cm, khiến nó thường bị nhầm lẫn với một chiếc đệm bông đặc biệt. Trung bình, mỗi con thỏ Angora có thể sống từ 7 - 12 năm nếu được nuôi trong nhà và chăm sóc đầy đủ, nhưng sống ngắn hơn nếu nuôi ngoài trời.

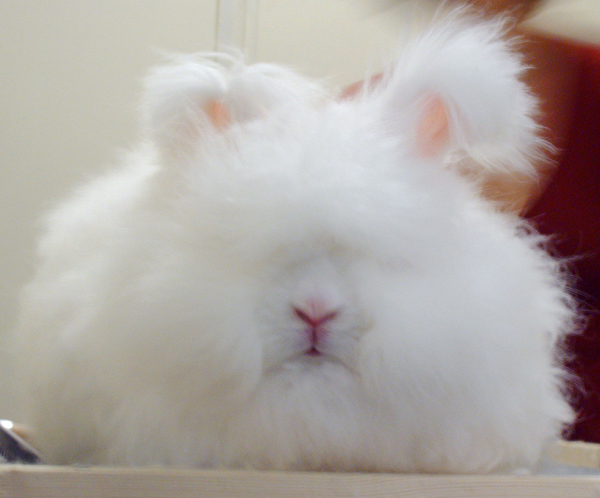
Một con thỏ với bộ lông rậm

Mỗi tháng lông của con thỏ có thể mọc dài khoảng 2,5 cm, đó là loại sợi có chất lượng tốt để làm thành len. Loại len Angora này có nguồn gốc từ thỏ Angora. Sợi len loại này mềm, mịn, mỏng và rất bông, tuy nhiên, nó không đủ độ bền cần thiết nên khi được sử dụng trong sản xuất thì người ta thương pha thêm các thành phần len, sợi khác. Bộ lông của thỏ nếu không được chăm sóc tốt có thể bị rối lông hay khiến thỏ tự vướng vào bộ lông dài của nó. Bộ lông xù nhất của con vật yêu cầu một bàn chải đặc biệt và máy sấy công suất lớn để chăm sóc cho bộ lông mềm mượt của thỏ.

## Thỏ lai
Người ta đã cho lai giống thỏ này, thỏ lai có khối lượng nhỏ hơn các giống thỏ địa phương và thỏ ngoại. Chúng vẫn còn bảo tồn tính năng sản xuất của thỏ rừng xa xưa như động dục sớm 4,5 - 5 tháng tuổi,Thỏ đẻ, mỗi năm 5- 7 lứa và mỗi lứa 3- sáu con. tỷ lệ nuôi sống từ sơ sinh đến cai sữa đạt 65%.tỷ lệ sẻ thịt thấp.Thỏ này dùng để lấy lông và nuôi làm cảnh. Đây là giống thỏ lông xù rất đẹp Thỏ angora thuần chủng xuất phát từ Trung Quốc là giống thỏ lấy lông và nuôi làm cảnh các màu trắng tuyền. Một năm cắt được 700 g lông/con. Người dân đã nuôi thỏ lai với giống thỏ Địa phương.

## Thỏ Wally
Thỏ Wally hiện đang sống ở bang Massachusetts với cô chủ Molly, người đã lập cho Wally riêng một tài khoản Instagram và khiến chú thỏ tai đẹp như cánh thiên thần này trở nên nổi tiếng. Thỏ Wally có hơn 24.000 người theo dõi trên ứng dụng chia sẻ ảnh Instagram phổ biến nhất thế giới hiện nay. Thỏ Wally thuộc giống thỏ Angora của Anh, là một trong những loài thỏ dễ thương nhất với bộ lông mềm mịn như cục bông. Tuy nhiên, Wally là chú thỏ đặc biệt hơn bởi đôi tai dài cùng những sợi lông xù khiến nó trông giống như một đôi cánh thiên thần mọc trên đầu của Wally.
Vẻ đẹp khác biệt của Wally được cô chủ Molly để ý cắt tỉa thường xuyên và nhấn mạnh trong những bức hình, khiến nó trở nên dễ thương, đáng yêu hơn. Tài khoản Instagram của thỏ Wally cập nhật đầy đủ những hình ảnh chú thỏ này đang hưởng thụ cuộc sống tươi đẹp, thơ thẩn dạo chơi quanh ở nhà, hay nô đùa trong vườn với những đám cỏ và chơi trốn tìm.
Video ghi cảnh thỏ Wally nhảy nhót, rung lắc đôi tai đẹp như cánh thiên thần của mình cũng thu hút được vô số lượt xem và chia sẻ. Nhiều người khi xem clip đã không kiềm chế được mà thốt lên rằng Wally cực đáng yêu, họ cũng muốn sở hữu một chú thỏ Angora đặc biệt như Wally. Sau khi thông tin và hình ảnh về Wally được các trang báo mạng trên thế giới đăng tải, số người theo dõi chú thỏ đáng yêu này tăng lên nhanh chóng, giúp Wally nổi tiếng hơn.